# USS Hawaii (CB-3)
USS Hawaii (CB-3), prima navă a Marinei Statelor unite ale Americii care a fost numită după Teritoriul Hawaii, ar fi trebuit să fie a treia navă din Clasa Alaska de crucișătoare mari. Construcția navei a fost întârziată și nu a început până în decembrie 1943, la circa doi ani după sora ei USS Guam (CB-2).
Hawaii a fost lansată la apă pe 3 noiembrie 1945, dar tăierile din bugetul de după război au dus la suspendarea activității pe 17 februarie 1947. Crucișătoarele mari din Clasa Alaska aveau nevoie de  echipaje la fel de numeroase ca acelea de pe cuirasatele din Clasa Dakota sau Clasa Iowa, în timp ce blindajul și protecția părții superioare nu erau mai bune decât cele ale crucișătoarelor din Clasa Baltimore. Acest aspect era de o importanță majoră, după experiențele avute în cel de-al doilea război mondial cu torpilele rapide ale japonezilor și germanilor, astfel că o îmbunătățire a blindajului ar fi fost necesar să urmeze. Ultimele două nave din Clasa Iowa, care nu fuseseră completate, Kentucky și Illinois au fost reproiectate, cu protecție, blindaj și compartimentare potrivite pentru torpilele moderne. În plus, Marina SUA se confrunta în 1948 cu o amenințare serioasă împotriva construirii de nave de dimensiuni mari și i s-a cerut să ia măsuri pe timp de pace prin trecerea în rezervă până și a ultimelor cuirasate din Clasa Iowa. Missouri, înainte de războiul din Coreea a sesizat că Alaska  și Guam nu pot gira, cu o singură manevră, decât cu mare greutate în interiorul curbei de girație a Iowa, ceea ce constituia un risc major de coliziune. Pentru un timp, Marina SUA a plănuit să convertească nava în primul crucișător cu rachete ghidate al SUA, dar planul nu a fost pus în aplicare. Ulterior s-a intenționat transformarea navei într-o navă comandant, iar în 1952 chiar au fost alocați bani în buget pentru această transformare. Dar, pentru că o navă comandant era deja gata, Northampton, și o alta deja aleasă, Wright, transformarea navei Hawaii nu a început. Având deja 12 ani, nava, încă neechipată, a fost predată la fier vechi pe 20 iunie 1959.

## Design și descriere
Modelul de design al Clasei Alaska a fost acela al navelor germane și japoneze, urmărind să imite abilitățile lor de nave-corsar; modelele au fost cele trei crucișătoare din Clasa Deutschland, numite și „crucișătoare de buzunar”, cele două crucișătoare din Clasa Scharnhorst și flota Japoniei ce consta și în crucișătoare mari și în crucișătoare mici. De când au fost construite, rolul lor se extinsese și la protecția grupurilor de portavioane. Se credea că tunurile mai mari ale clasei, mărimea crescută și viteza mai mare le vor aduce un avantaj în acest scop, față de celelalte crucișătoare, și, de asemenea, vor funcționa ca asigurare împotriva informațiilor conform cărora Japonia construia „super-crucișătoare” mult mai puternice decât cele americane, limitate de Tratatul Naval de la Londra.
Hawaii avea o lungime de 246,43 m, o lățime de 27,76 m și un pescaj de 9,7 m. Avea un deplasament de 30.257 tone standard și 34.803 tone încărcată la maxim. Nava era propulsată de patru elice acționate de turbine cu abur General Electric. Aburul necesar turbinelor era produs de opt cazane Babcock & Wilcox funcționând cu păcură. Turbinele furnizau la arbore o putere de 150 000 CP (110 000 kW), ce asigura o viteză maximă de 33 noduri (61 km/h). Nava avea o autonomie de 12.000 mile marine (22.000 km) la o viteză de 15 noduri (28 km/h). Nava dispunea de patru hidroavioane, pentru lansarea cărora era echipată cu o pereche de catapulte cu abur montate la mijlocul navei.
Armamentul principal al navei era format din 9 tunuri Mark 8 L/50 de 305 mm grupate în trei turele triple, două în față (a doua la un nivel mai înalt decât prima) și una la pupa suprastructurii. Armamentul secundar consta din douăsprezece tunuri jumelate L/38 de 127 mm, în șase turele amplasate simetric. Două erau amplasate în axul navei deasupra turelelor principale, una la prova și una la pupa suprastructurii, iar restul de patru turele era amplasate în colțurile suprastructurii. Armamentul antiaerian consta în 56 de tunuri Bofors de 40 mm cvadruple și 34 de tunuri Oerlikon de 20 mm individuale. Conducerea focului armamentului principal era asigurată de două sisteme de tip Mk 34, a tunurilor de 127 mm de două sisteme de tip Mk 37, iar a tunurilor de 40 mm de un sistem de tip Mk 57. Centura  cuirasată avea o grosime de 229 mm, iar blindajul frontal al turelelor era de 325 mm. Puntea principală cuirasată avea o grosime de 102 mm.

## Construcție, propunerile de convertire și eventuala soartă
Împreună cu cele 5 nave de război din Clasa Montana și restul de cele 3 crucișătoare din Clasa Alaska, construcția lui Hawaii a fost suspendată în mai 1942 înainte ca munca să înceapă. Asta a lăsat disponibile mai multe instalații și materiale, pentru a fi folosite la construirea altor nave, ce puteau fi terminate într-un timp mai scurt, nave care erau de asemenea necesare în zonele de război, cum ar fi ca escorte împotriva submarinelor. Peste 4.100 de piese și plăci de oțel destinate construcției lui Hawaii au fost redirecționate către alte nave în iulie 1942. Totuși, Hawaii a fost pusă înapoi pe lista de construcții la 2 mai 1943, spre deosebire de restul navelor, de la CB-4 la CB-6, care au fost anulate la 24 iunie 1943. Chila a fost pusă la 20 decembrie 1943, nava fiind lansată în sfârșit la 3 noiembrie 1945, la 2 ani după sora sa Guam. Nava a fost botezată de Mary P. Farrington, soția delegatului din Teritoriul Hawaii pentru Camera Reprezentanților a Statelor Unite ale Americii, Joseph Farrington. După lansarea ei, s-a muncit prea puțin la echipare înainte de suspendarea acesteia în februarie sau aprilie 1947 din cauza reducerii investițiilor militare pe timp de pace după cel de-al Doilea Război Mondial; nava era 82,4% completă când munca a fost oprită. Turelele pentru bateria principală erau terminate, iar suprastructura era aproape gata, deși primele au fost înlăturate când nava a fost dusă la flota de rezervă de la Șantierul Naval Philadelphia.

### Planurile pentru un crucișător cu rachete ghidate
Similar cuirasatului nefinalizat USS Kentucky, și în cazul navei Hawaii s-a considerat utilă o convertire într-o platformă de testare pentru dezvoltarea rachetelor ghidate în septembrie 1946. Nava a fost clasificată CB(SW), iar armamentul ar fi constat în 16 tunuri de calibru 70 în 8 monturi duble. Majoritatea rachetelor ar fi fost plasate înspre prova, în timp ce 2 instalații de lansare a rachetelor ar fi fost îndreptate spre pupa. Pentru această sarcină, blindajul nu ar fi fost necesar, iar blindajul deja existent urma să fie înlăturat când era necesar. Aceste planuri nu s-au transformat niciodată în realitate, deci Hawaii a rămas în Flota de Rezervă, încă nefinalizată.
Doi ani mai târziu, în 1948, o convertire similară a fost propusă. Acest plan, desemnat Proiectul SCB 26A, propunea ca Hawaii să fie convertită într-o navă cu rachete balistice ghidate. Planul consta în completarea lui Hawaii cu 12 lansatoare verticale pentru rachete balistice cu rază scurtă V-2 fabricate în SUA și 6 lansatoare pentru rachetele de croazieră sol - sol SSM-N-2 Triton. Triton era o încercare de a oferi Marinei o rachetă de croazieră sigură pe care o putea lansa de pe nave. Procedeul dezvoltării a început cu o aprobare din partea Marinei SUA în septembrie 1946. După „formularea unor obiective legate de performanță, și a unor posibile începuturi de schițe”, designerii, în 1950, s-au hotărât asupra încercării de a monta o rachetă de croazieră de 16.000 kg propulsată cu motoare statoreactoare pe rachete de rapel cu combustibil solid care ar fi putut transporta racheta 3700 km la Mach 1,6 - 2,5. După scăderea obiectivelor prea ambițioase la nivele mai realiste, în 1955, o versiune complet operațională era așteptată până în 1965, dar, cu testele pentru SSM-N-9/RGM-15 Regulus II planificate pentru acel an și racheta de croazieră cu lansare de pe submarin (SLCM) UGM-27 Polaris, proiectul a fost închis în 1957.
Hawaii ar fi fost, de asemenea, capabilă să lanseze racheta de croazieră JB-2 „Loon” cu o catapultă hidraulică montată pe puntea dinspre provă; în ultimul rând, o macara și 2 catapulte gemene de avioane urma să fie puse pe pupa navei. Interesant, convertirea, cum era văzută, ar fi arătat similar unui portavion din clasa Graf Zeppelin complet. Convertirea a fost autorizată în același an (1948) și programată să fie terminată în 1950; clasificarea navei a fost schimbată în CBG-3 pentru a indica revizia generală planificată. Totuși, convertirea a fost anulată în 1949, împreună cu restul planurilor pentru nave de suprafață echipate cu rachete balistice, din cauza volatilității combustibililor rachetelor și a neajunsurilor sistemelor de ghidare disponibile la acel moment.

### Navă de comandă

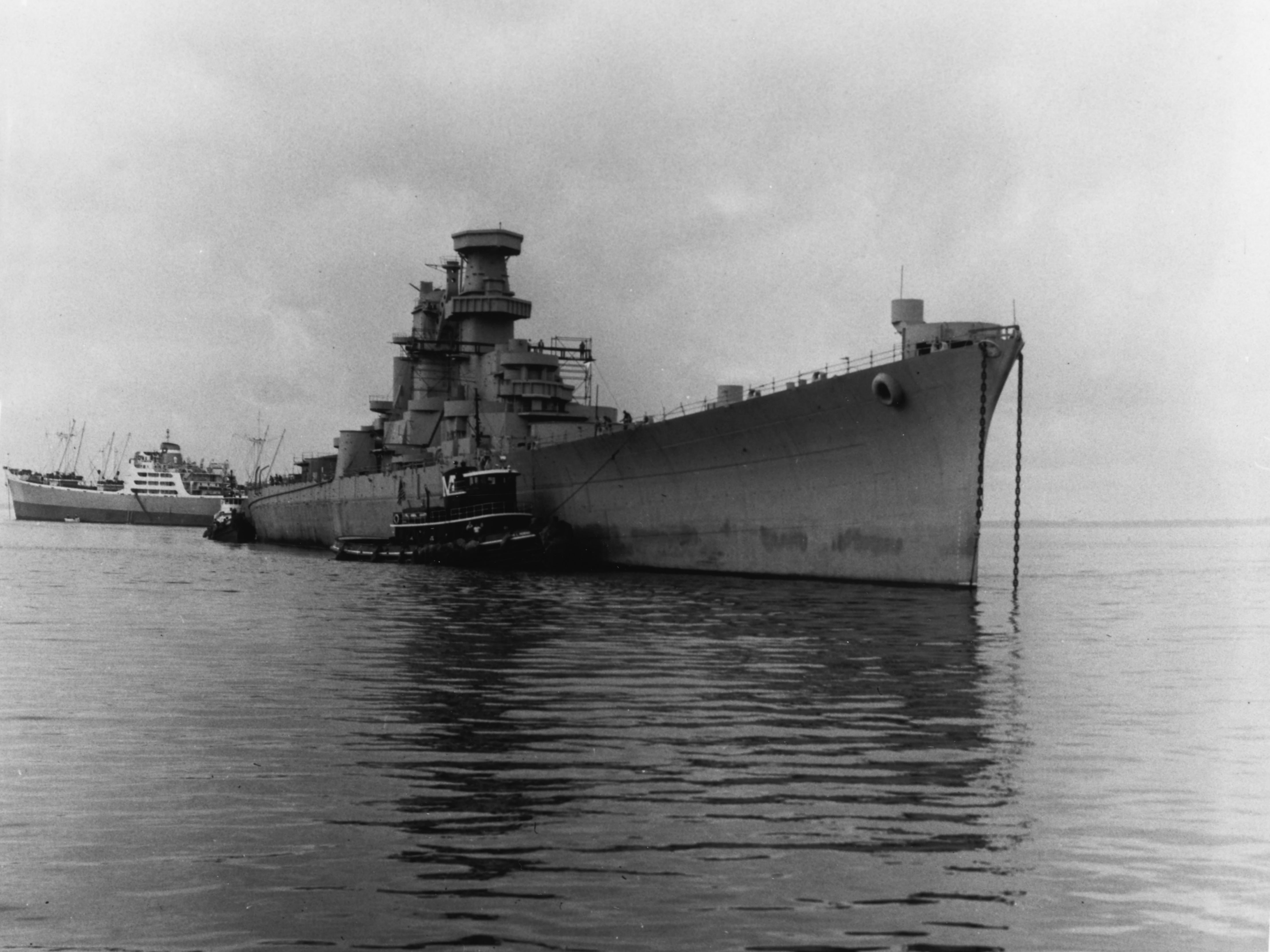
Hawaii fiind dată la dezmembrare

Altă convertire a lui Hawaii, de această dată pentru o navă de comandă, a fost preconizată în august 1951. Pentru acest rol, ar fi fost similară lui USS Northampton, dar mai mare. Această convertire ar fi presupus facilități extinse ale ale pavilionului, un radar performant și un sistem de comunicație pentru comandarea grupurilor de portavioane, deși nu ar fi existat instalații și echipamente pentru operațiunile amfibii. Armamentul ar fi constat în 16 tunuri de calibru 54 în monturi unice; această mărime a tunului a fost specificată deoarece tunurile de calibru 50 erau considerate prea mici. 2 radare ar fi fost montate; un AN/SPS-2 în vârful unui turn din față, și un AN/SPS-8 pe suprastructura din pupa.  În plus, un SC-2 urma să fie montat în vârful unui turn de la pupa din stivă (în fața lui SPS-8); acesta ar fi fost folosit la comunicații prin „dispersare a troposferei”.
Două sisteme Mk37/25 de conducere a focului erau planificate, ambele în fața și spatele suprastructurii. Planurile de convertire nu au fost niciodată autorizate, iar clasificarea navei a fost schimbată la CBC-1 pentru a arăta aceasta, pe 26 februarie 1952. Banii pentru începerea proiectului au fost incluși în bugetul anului 1952, dar unica muncă făcută la navă a fost înlăturarea turelelor de 30 cm,  deoarece ar fi trebuit analizată experiența cu Northampton înainte de terminarea convertirii. Totuși, când s-a văzut că USS „Wright”, un crucișător ușor, mai mic și mai ieftin, ar fi putut face același lucru, proiectul Hawaii a fost anulat în 1953. Clasificarea navei a redevenit CB-3 la 9 septembrie 1953.

### Sudiul Polaris
În februarie 1957, un studiu numit „Studiul Polaris – CB-3” a fost publicat, propunând ca  tunurile de pe Hawaiisă fie înlocuite cu 20 de rachete Polaris, montate vertical în carenă, în aproximativ același loc unde a treia turelă principală ar fi fost localizată, 2 lansatoare de rachete sol - aer (RSA) Talos, unul pentru prova și unul pentru pupa, 2 RSA Tartar montate pe fiecare parte a suprastructurii și o armă anti-submarin ASROC pusă unde prima și a doua turelă principală a fi fost inițial. Studiul nu a mai continuat.

### Reciclarea
La 9 iunie 1958, Hawaii a fost ștearsă din Registrul Naval, iar nava a fost vândută companiei Boston Metals Company din Baltimore la 15 aprilie 1959. Hawaii, încă incompletă, a fost remorcată la Baltimore, unde a ajuns la 6 ianuarie 1960, și dată la dezmembrat pentru recuperarea fierului.